# Janusz Chomontek
Janusz Chomontek (né le 20 mai 1968 à Szczecinek en Pologne) est un sportif polonais, multi-recordman du Livre Guinness des records en jonglerie.

## Carrière
Il débute en tant que footballeur au Gwardia Koszalin. À partir de 1989 il établit et bat plusieurs records, il devient célèbre en battant le record de 7 000 jongles appartenant à Diego Maradona en réussissant 35 000 jongles.

## Quelques records[2]
Dans le livre Guinness des records on peut trouver 17 records de Chomontek: 
- En 1987 il jongle avec un ballon de football en parcourant une distance de 30 kilomètres (entre Ustka et Słupsk) en 8 heures et 20 minutes
- Il bat le record de Maradona de 7 000 jongles avec ses 35 000 jongles
- À deux reprises il parcourt le trajet de marathon de Varsovie tout en jonglant dans un temps de 8 heures et 30 minutes
- En Espagne pendant l'Exposition universelle de 1992 il jongle pendant 16 heures sur un carré de 5 x 5 mètres
- Pendant le match Pologne-Angleterre il jongle avec une balle de tennis dans un temps de 4 heures et 20 minutes
- Au cours d'une émission de télévision (5-10-15) il fait 12 000 jongles avec une balle de tennis de table
- À Berlin il parcourt en jonglant une distance de 100 kilomètres en 18 heures
- Le 29 juillet 2007 à Łobez[4] il bat le record guinness en jonglant avec un ballon de basket-ball (20 432 jongles) en 2 heures 11 minutes et 3 secondes.